# USS Queenfish (SSN-651)

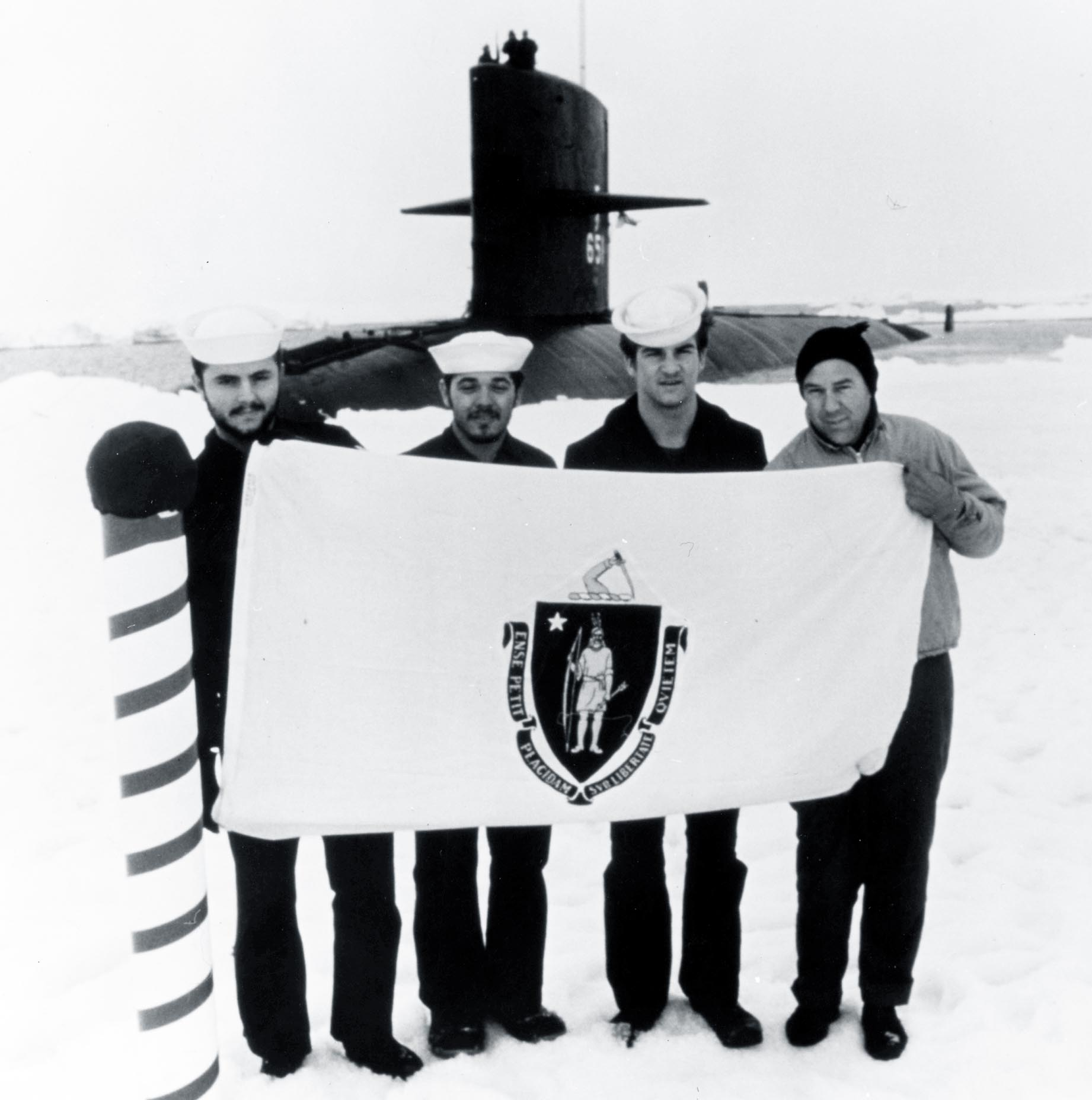
1970

USS Queenfish (SSN-651) – amerykański myśliwski okręt podwodny z napędem jądrowym typu Sturgeon z czasów zimnej wojny (w służbie czynnej 1966-1990), zbudowany w stoczni Newport News według projektu SCB-188A. Wyposażony w cztery umieszczone w śródokreciu wyrzutnie torpedowe kalibru 533 mm, wystrzeliwujące pociski przeciwokrętowe Harpoon oraz rakietowe pociski przeciwpodwodne SUBROC z głowicą jądrową W55 o mocy 5 kT, a także w 23 torpedy Mk 48 ADCAP i minotorpedy Mk 60 Captor oraz miny wod głębokich Mk. 57.